# Scopula myrtillata
Scopula myrtillata är en fjärilsart som beskrevs av Dadd 1911. Scopula myrtillata ingår i släktet Scopula och familjen mätare. Inga underarter finns listade.